# Baoy
Baoy (o Boay) è una circoscrizione rurale (rural ward) della Tanzania situata nel distretto di Babati, regione del Manyara. Conta una popolazione di 6598 abitanti (censimento 2022).